# Джованні Де Пра
Джованні Де Пра (італ. Giovanni De Prà, * 28 червня 1900, Генуя — † 15 червня 1979, Генуя) — італійський футболіст, воротар.
Насамперед відомий виступами за клуб «Дженоа», а також національну збірну Італії.

## Клубна кар'єра
Вихованець футбольної школи клубу «Альбарезе».
У дорослому футболі дебютував 1919 року виступами за команду клубу «СПЕС Дженова», в якій провів два сезони.
1921 року перейшов до клубу «Дженоа», за який відіграв 12 сезонів.  Більшість часу, проведеного у складі «Дженоа», був основним голкіпером команди. Завершив професійну кар'єру футболіста виступами за цю команду у 1933 році. Дворазовий чемпіон Італії в складі команди в 1923 і 1924 роках. Срібний призер Серії А 1928 і 1930 років.
В 1929 році «Дженоа» стала учасником Кубка Мітропи, престижного європейського турніру для найсильніших клубів Європи. Італія вперше мала брати участь, тому не встигла узгодити календар. Найсильніші команди сезону «Болонья» і «Торіно» не могли взяти участь, бо саме мали проводити фінальні матчі за звання чемпіона. Був проведений міні-турнір для визначення представників від Італії, в якому перемогли «Ювентус» і «Дженоа». Представник Генуї зустрічався з «Міланом» і двічі зіграв внічию 2:2 і 1:1. Переможця визначив жереб, що посміхнувся «Дженоа».
Сам виступ в Кубку Мітропи 1929 вийшов для «Дженоа» невдалим, адже команда в чвертьфіналі розгромно поступилась австрійському «Рапіду» — 1:5 у Відні і 0:0 в Генуї.

## Виступи за збірну
1924 року дебютував в офіційних матчах у складі національної збірної Італії. Протягом кар'єри у національній команді, яка тривала 5 років, провів у формі головної команди країни 19 матчів, пропустивши 29 голів. 
Брав участь у чотирьох матчах Кубка Центральної Європи 1927-1930 років, який Італія в підсумку виграла.
У складі збірної був учасником  футбольних турнірів на Олімпійських іграх 1924 року у Парижі, а також на Олімпійських іграх 1928 року в Амстердамі, на якому команда здобула бронзові нагороди. Зіграв лише в одному матчі на турнірі в 1/8 фіналу проти Франції (4:3), після чого поступився місцем у основі Джанп'єро Комбі. Це був його останній дев'ятнадцятий матч у збірній.
| Дата       | Місто     | Господарі      | Результат | Гості          | Турнір                   | Голи | Примітки |
| ---------- | --------- | -------------- | --------- | -------------- | ------------------------ | ---- | -------- |
| 09/03/1924 | Мілан     | Італія         | 0 – 0     | Іспанія        | товариський матч         | -    |          |
| 25/05/1924 | Париж     | Італія         | 1 – 0     | Іспанія        | ОІ 1924 - плей-оф        | -    |          |
| 29/05/1924 | Париж     | Люксембург     | 0 – 2     | Італія         | ОІ 1924 - 1/8 фіналу     | -    |          |
| 02/06/1924 | Париж     | Швейцарія      | 2 – 1     | Італія         | ОІ 1924 - чвертьфінал    | -2   |          |
| 16/11/1924 | Мілан     | Італія         | 2 – 2     | Швеція         | товариський матч         | -2   |          |
| 23/11/1924 | Дуйсбург  | Німеччини      | 0 – 1     | Італія         | товариський матч         | -    |          |
| 18/01/1925 | Мілан     | Італія         | 1 – 2     | Угорщина       | товариський матч         | -2   |          |
| 08/11/1925 | Будапешт  | Угорщина       | 1 – 1     | Італія         | товариський матч         | -1   |          |
| 21/03/1926 | Турин     | Італія         | 3 – 0     | Ірландія       | товариський матч         | -    |          |
| 18/04/1926 | Цюрих     | Швейцарія      | 1 – 1     | Італія         | товариський матч         | -1   |          |
| 09/05/1926 | Мілан     | Італія         | 3 – 2     | Швейцарія      | товариський матч         | -2   |          |
| 18/07/1926 | Стокгольм | Швеція         | 5 – 3     | Італія         | товариський матч         | -5   |          |
| 20/02/1927 | Мілан     | Італія         | 2 – 2     | Чехословаччина | товариський матч         | -2   |          |
| 23/10/1927 | Прага     | Чехословаччина | 2 – 2     | Італія         | Кубок Центральної Європи | -2   |          |
| 06/11/1927 | Болонья   | Італія         | 0 – 1     | Австрія        | Кубок Центральної Європи | -1   |          |
| 01/01/1928 | Генуя     | Італія         | 3 – 2     | Швейцарія      | Кубок Центральної Європи | -2   |          |
| 25/03/1928 | Рим       | Італія         | 4 – 3     | Угорщина       | Кубок Центральної Європи | -3   |          |
| 22/04/1928 | Хіхон     | Іспанія        | 1 – 1     | Італія         | товариський матч         | -1   |          |
| 29/05/1928 | Амстердам | Франція        | 3 – 4     | Італія         | ОІ 1928 - 1/8 фіналу     | -3   |          |
| Усього     |           | Матчів         | 19        |                | Голів                    | -29  |          |

### Статистика виступів у Кубку Мітропи
| №                      | Розіграш               | Стадія                 | Дата та місце проведення | Команда 1              | Рахунок | Команда 2      | Голи |
| ---------------------- | ---------------------- | ---------------------- | ------------------------ | ---------------------- | ------- | -------------- | ---- |
| 1                      | 1929                   | 1/4                    | 23.06.1929 Відень        | Рапід (Відень)         | 5:1     | Дженоа         | -5   |
| 2                      | 1929                   | 1/4                    | 18.07.1929 Генуя         | Дженоа                 | 0:0     | Рапід (Відень) |      |
| Всього у кубку Мітропи | Всього у кубку Мітропи | Всього у кубку Мітропи | Всього у кубку Мітропи   | Всього у кубку Мітропи | 2       |                | -5   |

## Титули і досягнення
- Чемпіон Італії (2):

«Дженоа»: 1923, 1924
- Срібний призер Серії А (2):

«Дженоа»: 1928, 1930
- Бронзовий олімпійський призер: (1)

Італія:1928
- Переможець Кубка Центральної Європи: (1)

Італія: 1927-1930